# 6 Aurigae
6 Aurigae är en orange jätte i stjärnbilden Kusken. Stjärnan har visuell magnitud +6,48 och går därför inte att se utan fältkikare.